# أرض الأحلام (فلم 1993)
أرض الأحلام
فيلم مصرى تم إنتاجه عام 1993 وهو بطولة فاتن حمامة، يحيى الفخرانى، أمينة رزق، هشام سليم، ومن إخراج داوود عبدالسيد.

## قصة الفيلم
تستعد نرجس (فاتن حمامة) للسفر للهجرة إلى أمريكا لتلحق بأولادها، لكنها تفقد جواز سفرها قبل السفر بساعات، وعليها أن تعثر عليه في الأماكن التي ذهبت إليها، أو لدى الأشخاص الذين قابلتهم. أثناء ذلك تلتقي بساحر غريب الأطوار يحيى الفخرانى يجوب ملاهي المدينة، وتتعرض لأحداث عديدة تغير من وجهة نظرها في السفر.

## طاقم التمثيل

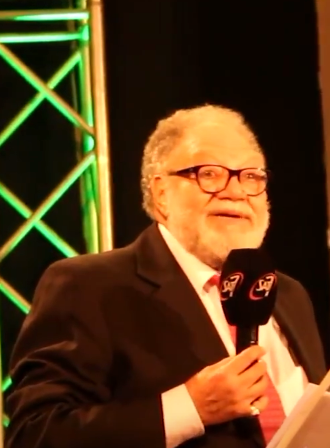
يحيى الفخراني في دور رؤوف الساحر

- فاتن حمامة (نرجس)
- يحيى الفخراني (رؤوف الساحر)

+ هشام سليم
- تهاني راشد (نادية)
- محمد التاجي
- منحة زيتون
- غطاس قلتة
- عبد الرحيم حسن
- حنان سليمان (سعاد)
- علا رامى
- يوسف داود
- أمينة رزق

## روابط خارجية
- مقالات تستعمل روابط فنية بلا صلة مع ويكي بيانات